# Kvarnträsket (Råneå socken, Norrbotten, 736205-175332)
Kvarnträsket är en sjö i Bodens kommun i Norrbotten och ingår i Råneälvens huvudavrinningsområde.